# Apollosa
Apollosa – miejscowość i gmina we Włoszech, w regionie Kampania, w prowincji Benewent.
Według danych na 1 stycznia 2022 roku gminę zamieszkiwały 2492 osoby (1252 mężczyzn i 1240 kobiet).